# Las Posadas
Las Posadas son fiestas populares originarias de México que además se han expandido más allá: en Honduras, Guatemala, El Salvador, Costa Rica, Nicaragua y Panamá, durante los nueve días antes de la Navidad, es decir, del 16 al 24 de diciembre. Estas fiestas recuerdan a las personas el peregrinaje de María y José desde su salida de Nazaret hasta Belén, donde buscan un lugar para alojarse y esperar el nacimiento del niño Jesús.
A este novenario es usual que se le agreguen una serie de tradiciones y celebraciones no religiosas. En Colombia, Venezuela y Ecuador se celebra la Novena de Aguinaldos, fiesta religiosa muy similar.

## Origen
Las primeras celebraciones pretendían sustituir las festividades aztecas; en el México prehispánico celebraban el advenimiento de Huitzilopochtli (Dios de la Guerra) durante la época invernal. A estas celebraciones se les llamaba Panquetzaliztli y duraban del 06 al 26 de diciembre. Las fechas tenían cierta coincidencia con aquellas en las que los europeos celebraban la Navidad, así, esta celebración fue cambiando debido a la evangelización que se realizó en la Nueva España. La imagen de Huitzilopochtli fue sustituida por la de María y José.
Las Posadas con simbolismo católico se crearon desde los primeros evangelizadores: el fraile agustino Diego Soria obtuvo del papa Sixto V indulgencias para la realización de las nueve misas de aguinaldo en los días anteriores a la Navidad.
En el siglo XVIII, la celebración, aunque no dejó de realizarse en las iglesias, pasó a tomar más fuerza en los barrios y en las casas, y la música religiosa fue sustituida por el canto popular.
Los frailes evangelizadores, para facilitarse la conversión de los conquistados, realizaron representaciones del peregrinar de San José y la Virgen María a su salida de Nazaret en camino a Belén para empadronarse en el censo ordenado por César Augusto y, posteriormente, el nacimiento de Jesucristo, hijo de Dios. Estas representaciones se conforman de nueve Posadas, que se inician el 16 de diciembre, y consisten en solicitar alojamiento en ese simbólico camino a Belén hasta el día 24 de diciembre, víspera del nacimiento de Jesús.
Durante este peregrinar se hacen notar las penurias por las que ellos tuvieron que pasar hasta encontrar alojamiento en un establo de Belén.

## Piñata

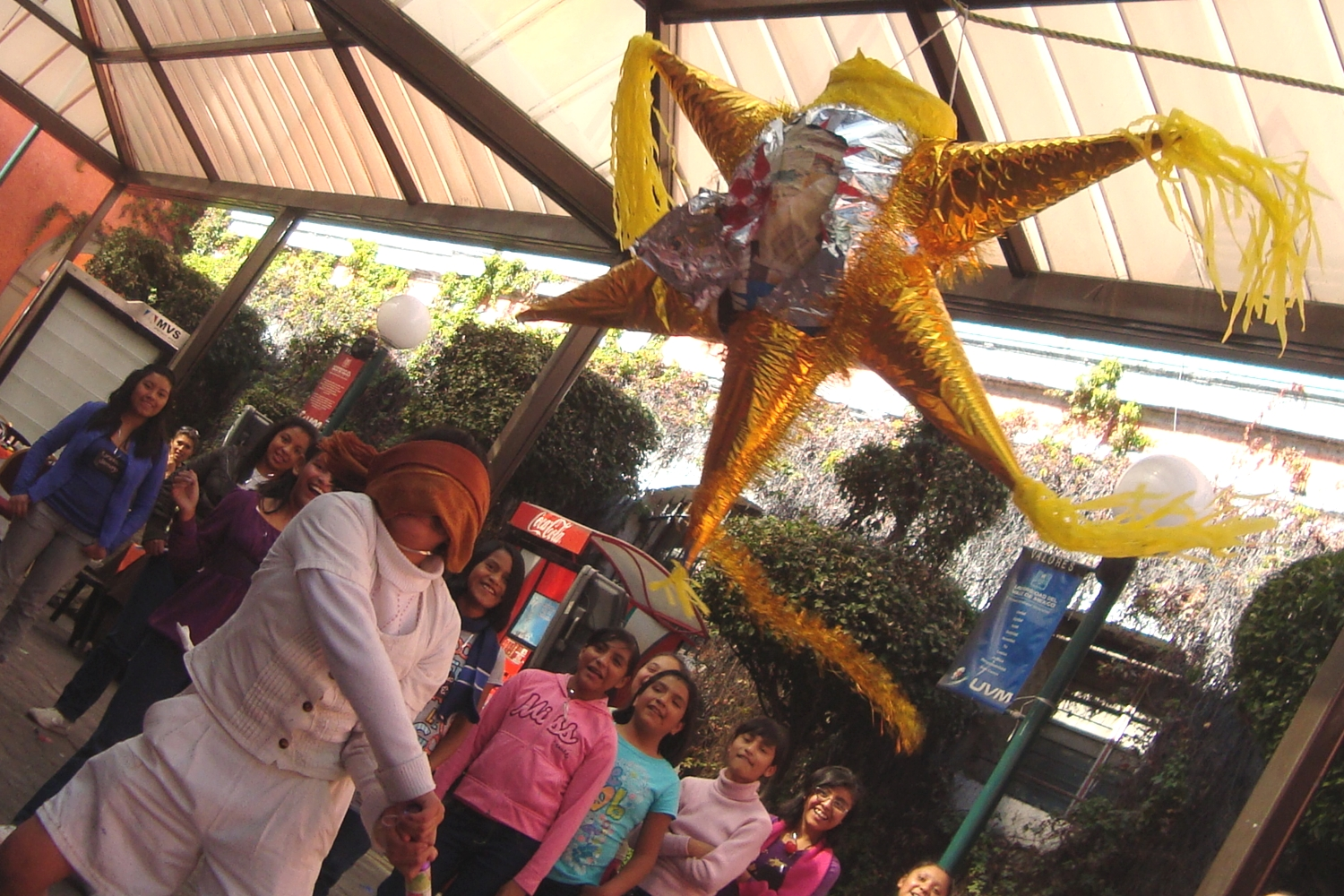
Romper la piñata es una de las tradiciones más populares de las Posadas en México.

La piñata que se usa en las Posadas (y que también ha venido a utilizarse en muchas otras celebraciones del año, con el paso del tiempo) es una artesanía elaborada de una olla de barro o de cartón, o una estructura de alambre cubierta de papel maché, adornada de papel de colores.
Las piñatas datan de tiempos prehispánicos[cita requerida] en tierras aztecas donde, a manera de culto festivo a sus dioses, representaban la abundancia y los favores concebidos por ellos. Originalmente, durante la celebración de cumpleaños del dios azteca de la guerra, Huitzilopochtli, se hacían vasijas y esculturas de arcilla huecas con la forma de sus dioses[cita requerida].
Según el simbolismo católico adoptado en la Nueva España, la piñata tiene la forma de una estrella de siete picos (cada pico representa un pecado capital) que con sus vivos colores y oropeles seduce al alma inocente, para llevarla al pecado. La persona con los ojos vendados, representa al creyente que con la virtud teologal de la fe (esta virtud se suele representar así en la iconografía católica) vence al pecado recuperando el don sobrenatural de la gracia (dones de Dios necesarios para alcanzar la salvación) representados por la caída de frutas y dulces.

## Celebraciones en México
Las Posadas son tradiciones en México, país de origen, durante la época navideña. Se reza durante 9 días desde el 16 hasta el 24 de diciembre. Cada uno de los nueve días tiene un distinto significado: humildad, fortaleza, desapego, caridad, confianza, justicia, pureza, alegría y generosidad. Se puede celebrar cada día en una casa diferente, o bien, se tiene la costumbre de organizar a los vecinos por calles o cuadras y de este modo a cada cuadra le va tocando la realización de cada una de las 9 posadas. Como ejemplo, tenemos al municipio de Tlaxco correspondiente al estado de Tlaxcala, localizado en la zona centro de la República Mexicana. En la localidad, las Posadas también se celebran desde 9 días antes de Navidad. Es una tradición católica, por lo que las personas rezan y cantan villancicos cada día. Los caseros ofrecen ponche, cañas, naranjas o mandarinas y una bolsita con dulces y cacahuates llamada colación, sin faltar las piñatas llenas de dulces. 
Una persona organiza un grupo llamado «los pastores» de niños y niñas; este varía en número de integrantes ya que pueden ser 10, 15, 20 o más parejas. Se forman en dos filas, una de niñas y otra de niños, de 2 en fondo. A la pareja que queda al frente se les llama capitán y capitana respectivamente. El día 24 de diciembre en la noche este grupo baila y canta, llevando un atuendo especial. Las niñas visten un corsé y un mandil, ambos de color negro, un vestido blanco o floreado y un sombrero en la espalda adornado con papel china formando tiras de colores y una flor grande también de papel china, su cabello es peinado con 2 trenzas hacia los lados y caen ligeramente sobre sus hombros hacia el frente con listones de colores; llevan en la mano derecha una sonaja de lámina de fierro misma que hacen sonar al unísono al cantar y bailar. Los niños visten una camisa suelta con un olán en la orilla inferior, puede ser blanca o de algún color especial (pero todos van iguales) y un pantalón corto, abombado con mallas (parecido a los pantalones de los españoles en tiempos del imperio), llevan un sombrero en la espalda adornado igual que el de las niñas, también llevan una sonaja igual, pero además ellos portan en el hombro izquierdo un arco hecho con varas de jarilla y adornado con papel china de colores.  Después de cantar y bailar (para el niño Dios en el portal de Belén) cada niño(a) dice un verso (de memoria) al tiempo que ofrecen un presente. A esto le llaman «la pastorela». En otros lugares, se conserva la tradición de realizarse en el atrio de la iglesia, reuniendo a todos los habitantes del poblado o la comunidad en este lugar; las personas encargadas de las posadas son elegidas por los administrativos de la iglesia, los cuales necesitan 9 familias para cada uno de los días en los cuales se realizan estas. Las familias se encargan de obsequiar, a cada uno de los asistentes, frutas de temporada, dulces, bebidas y algún aperitivo.
Las posadas se realizan todos los días desde el 16 de diciembre hasta la noche del 24. La gente se reúne y forma una pequeña peregrinación a la cual se les reparten velas y se prenden para acompañar el «misterio» (estatuas o personas disfrazadas que representan a José, María, el Ángel y un burro) y cantar las letanías o villancicos, así se llega a la casa donde se pedirá posada y las personas dentro cantan para negarla hasta descubrir que se trata de José y María, entonces dejan entrar a toda la peregrinación cantando “entren santos peregrinos”; posteriormente se reza un rosario, y toca el turno a romper la piñata.
La piñata (fue utilizada por los evangelizadores para mostrar a los indios lo que era la tentación) se hace con una olla de barro dándole la forma de una estrella de siete picos, los cuales representan los siete pecados capitales y se cubre con papel de colores llamativos, y se rellena de dulces y fruta, una vez lista la piñata representa al demonio. Para romperla primero se cuelga, se venda a los niños (se les giraba en treinta y tres vueltas en recuerdo de los treinta y tres años que vivió Cristo), ya que esto representa la fe, la cual nos permite continuar sin necesidad de ver, el palo de madera con que se le pega representa a Dios, que da la fuerza para vencer las tentaciones. Una vez que se rompe la piñata caen los dulces y fruta que contenía, lo que representa el amor de Dios, ya que al destruir el mal se obtienen las bendiciones de Dios. Finalmente al término de la posada se reparten «aguinaldos», que son pequeñas bolsas, con dulces, fruta y colación. Durante el transcurso de la posada no puede olvidarse el ponche de frutas.
En la actualidad se ha popularizado llamar posada a cualquier fiesta no religiosa celebrada entre el 16 y 24 de diciembre, lo que ha motivado protestas de parte de grupos católicos, en contra del uso indiscriminado del término. En cada escuela de la República Mexicana, se realizan posadas escolares y asisten con ropa normal o casual y no con uniforme de colegio.
En 2020, las posadas no se han realizado debido a la Pandemia de COVID-19 ni tampoco las posadas navideñas en las escuelas. No obstante, a partir de 2022 con el debilitamiento de la enfermedad, estas fiestas se volvieron a realizar como antes.

## Celebraciones en diferentes partes de Hispanoamérica

### Guatemala
Fue el Santo Hermano Pedro de San José de Betancourt (1626-1667) quien en Guatemala introdujo como parte de las festividades navideñas los nacimientos y Posadas para recordar la travesía de María y José en su viaje a Jerusalén, para poder cumplir así con el censo romano y el nacimiento del niño Jesús en Belén.
Las Posadas se inician el 15 de diciembre y terminan el 23 del mismo mes. Consisten en la fabricación de una pequeña anda (tarima que es llevada a cuestas por un determinado grupo de personas), en la que se colocan imágenes de María y José vestidos de peregrinos. Las Posadas suelen organizarlas hermandades católicas, iglesias o particulares. Cuando alguien decide organizar una Posada, necesita encontrar nueve casas que puedan recibirla. En cada casa se hace un altar y cada día es diferente el arreglo: el día 15 es dedicado a Nazaret; el 16, a El monte Tabor; el 17, a La Ciudad de Naín; el 18, a Los Campos de Samaria. El 19 se dedica a El Pozo de Siquén; el 20, a la Ciudad de Betel; el 21, a la Ciudad de Anatot; el 22, a La Entrada de Jerusalén; el día 23 se dedica a La Ciudad de Belén.  En cada uno de estos lugares, según la tradición católica, Jesús hizo un milagro o un momento fuerte de su ministerio, por ejemplo: fue en los Campos de Samaria, dónde sanó a los 10 leprosos.
En las Posadas la gente se divide en dos grupos, uno que permanece dentro de la casa seleccionada y otro que, estando afuera, lleva el anda ya adornada. Las Posadas son acompañadas en su recorrido por una marimba; por el sonido de una concha de tortuga o por un tambor y una flauta. Durante el recorrido las personas que participan también cargan faroles de colores, con velas encendidas, los cuales sirven para alumbrar el camino de la posada, así como para hacer notar el paso de esta. La posada transita por las calles y van cantando o rezando; cuando llegan a la casa que espera la posada, cantan los dos grupos letanías en responso, escritas especialmente para estas fiestas. Luego se reza el santo rosario y se termina la celebración con una merienda que consiste en ponche de frutas caliente, chuchitos, tamales, tortillas tostadas, pan dulce, café o chocolate.

### Colombia, Ecuador y Venezuela
Es de destacar que las Posadas como tal, no se celebran en algunos países de América del Sur, ya que la Novena de Aguinaldos tiene ciertas diferencias que la separan totalmente de dichos comicios. Aunque son equivalentes, la Novena de Aguinaldos tiene un carácter marcadamente religioso, aparte de ser una época de reuniones sociales y festividades más que populares, donde son comunes las dádivas de confites y viandas propias de dicha festividad, diferentes de la carencia de oraciones que caracteriza a las Posadas; se celebra cantando villancicos.